# Болаанг-монгондоу (народ)
Болаанг-монгондоу — народ, проживающий на севере Сулавеси. Входит в состав филиппинской группы австронезийской семьи. Численность, по разным данным — от 900 тыс. до 1 млн 260 тыс. чел. Родной язык — монгондоу (около четверти миллиона носителей на 2000 год), также говорят на индонезийском языке.
Основной район расселения — одноимённый округ на острове Сулавеси.
Верования — ислам суннитского толка и христианство (протестантизм), а также языческий культ духов и почитание предков.

## История
Болаанг-монгондоу возникла в результате слияния двух родственных народов — собственно, болаанг и монгондоу. С XIII и до XX века у болаанг-монгондоу существовало своё княжество, во главе которого стоял раджа. Последний избирался из числа представителей королевской семьи главами районов княжества. Главы районов (пенгхулу) назначали старейшин для управления деревнями. Радже в управлении государством помогал существовавший при нём Совет. Княжество находилось под управлением голландской администрации с 1901 г. Во время Второй Мировой войны земли болаанг-монгондоу попали под контроль Японии. В 1950 г. последний правитель княжества Туанг Хенни Юсуф Корнелиус Маноппо отрёкся от престола, и княжество вошло в состав унитарного государства Индонезия.

## Образ жизни
Основные занятия — сельское хозяйство и рыболовство. Болаанг-монгондоу выращивают рис, а также кукурузу, сорго, бататы, ямс; поставляют на продажу кофе, кокосовые орехи и рис. Также развито животноводство — разведение кур, коз, водяных буйволов, свиней. Существует и собирательство — ротанг, даммарова смола, раньше существовала золотодобыча.
Тип жилищ — свайный, дома длинные, вмещающие многие родственные семьи; селения вытянуты линейным способом вдоль дорог.
Что касается одежды, то мужчины перешли на европеизированную, женщины в большей степени продолжают использовать национальный костюм — саронг.

## Религия
Подавляющее большинство — мусульмане. Ислам начал своё распространение у болаанг-монгондоу в 1832 г. В 1866 г. ислам приняла правящая династия, что способствовало закреплению этой религии у болаанг-монгондоу в качестве основной. Некоторое количество верующих придерживаются христианства; они исповедуют либо католицизм, либо протестантизм.